# Сергіївка (Прилуцький район)
Се́ргіївка — село в Україні, у Прилуцькому районі Чернігівської області. Населення становить 721 осіб. Входить до складу Яблунівської сільської громади. Розташоване на р. Переводі, за 35 км від райцентру і залізнич. ст. Прилуки.

## Історія
Вперше згадується 1629.
Найдавніше знаходження на мапах 1792 рік

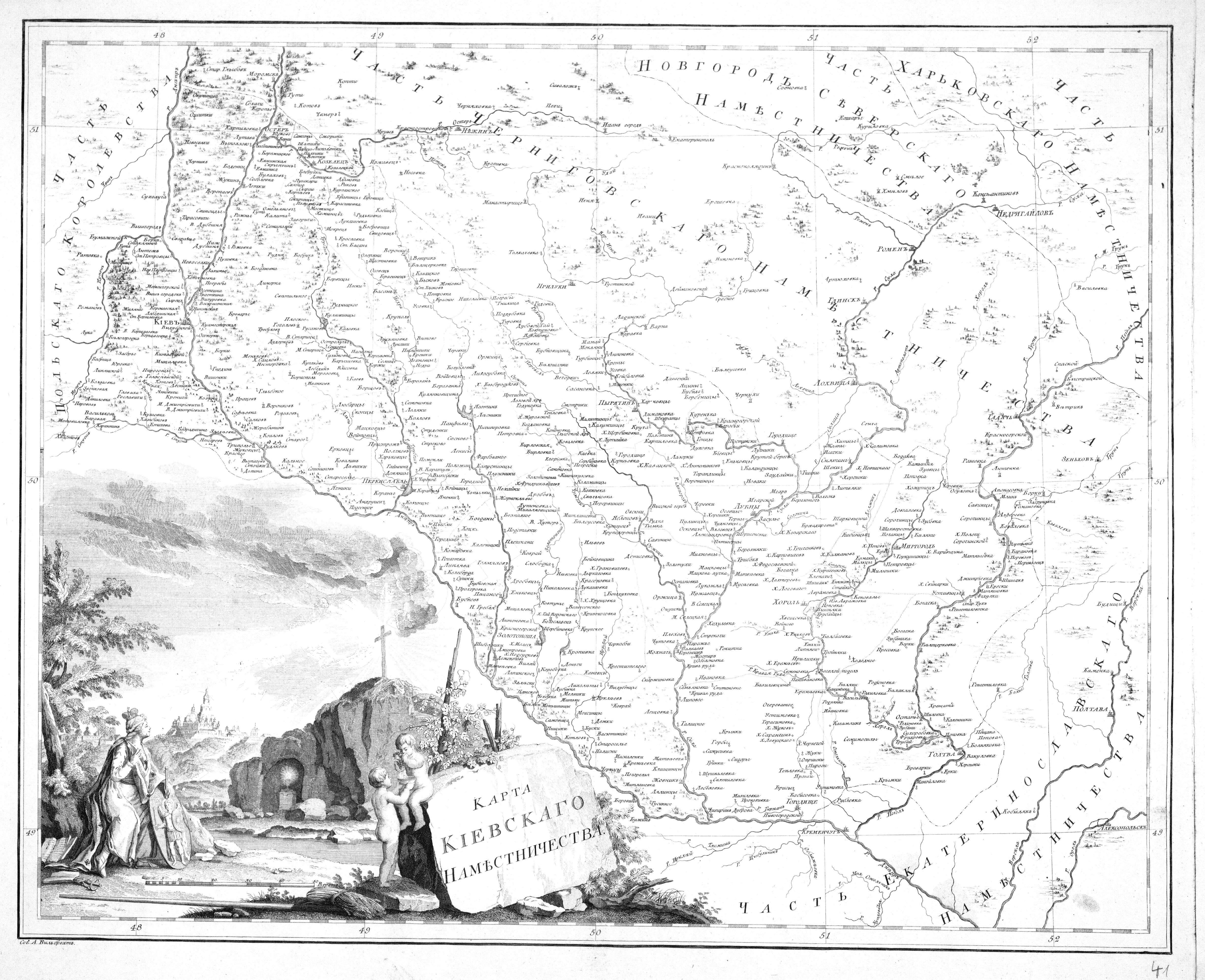
Мапа Київського намісництва 1792 року

У 1862 році у селі володарському та козачому Сергіївка була церква, 2 заводи та 280 дворів де жило 2200 осіб
У 1911 році у селі Сергіївка була Георгіївська церква , земська та церковно-парафіївська школи та жило 3947 осіб
У період 1917—1921 років влада змінювалась кілька разів.
Село постраждало внаслідок геноциду українського народу, проведеного урядом СССР 1932-1933. Зокрема, в селі, за рішенням обласної прокуратури, здійснено показове убивство незалежного господаря Овсія Коська. Загалом під час організованого радянською владою Голодомору 1932—1933 років померло щонайменше 449 жителів села.
Новоселівка злилася з Шей-Гусівщиною до 1912 року, а Шейгусівка увійшла у склад Сергіївки після 1945 року.
Станом на 1988 у селі — центр. садиба колгоспу ім. «Правди», відділення зв'язку, АТС, середня школа, фельдшерсько-акушерський пункт, дитсадок, Будинок культури на 250 місць, 2 б-ки (8,7 тис. од. зб.). У районі засновано приз імені М. М. Горбача, який присуджується найкращому механізатору за ефективне використання збиральної техніки. У 1975 встановлені 3 обеліски на могилах партизанів-сталіністів і активістів села, загиблих від рук німецько-нацистських загарбників, 1957 — надгробок на братській могилі рад. воїнів, що полягли 1943 під час реокупації Сергіївки, 1967 — пам'ятний знак на честь воїнів-односельців, які загинули (498 чол.) на фронтах Другої світової війни.

## Політика

### Парламентські вибори, 2019
На позачергових парламентських виборах 2019 року у селі функціонувала окрема виборча дільниця № 740631, розташована у приміщенні будинку культури (старе приміщення бібліотеки).
Результати
- зареєстровано 366 виборців, явка 57,65%, найбільше голосів віддано за «Слугу народу» — 28,37%, за Всеукраїнське об'єднання «Батьківщина» — 24,52%, за Радикальну партію Олега Ляшка — 12,50%[13]. В одномандатному окрузі найбільше голосів отримав Сергій Коровченко (самовисування) — 50,72%, за Бориса Приходька (самовисування) — 13,04%, за Дмитра Пахомова (Слуга народу) — 9,66%[14].

## Населення

### Мова
Розподіл населення за рідною мовою за даними перепису 2001 року:
| Мова            | Кількість | Відсоток |
| --------------- | --------- | -------- |
| українська      | 699       | 96.95%   |
| російська       | 21        | 2.91%    |
| інші/не вказали | 1         | 0.14%    |
| Усього          | 721       | 100%     |

## Освіта і культура
- Сергіївська сільська бібліотека-філіал Прилуцької ЦБС — Адреса: 17592 с. Сергіївка ; вул. Шевченка, 9; Прилуцький район; Керівник: Мархоброд Олена Леонідівна.

Години роботи: 10.00-18.00; вихідний: понед.,вівтор. Всього працівників: 1; Користувачі: жителі сіл Сергіївка, Сухоліски; працівники сільського господарства; службовці; пенсіонери; вчителі, учні ЗОШ; безробітні та ін.
Дата заснування: 1950 — Сергіївська сільська бібліотека; 1978 — Сергіївська сільська бібліотека-філіал Прилуцької ЦБС
Бібліотека надає послуги: -ВСО; -нестаціонарне обслуговування; В тому числі платні послуги: -видача комерційної літератури та періодики.
Фонд бібліотеки: 10517
У Сергіївській сільській бібліотеці для дітей молодшого і шкільного віку створено клуб «Берегиня», робота якого спрямована на відродження національних традицій, яка на сьогоднішній день одна з головних тенденцій.
На засіданнях клубу в цікавій ігровій формі проходять заняття по вивченню і відновленню традицій, звичаїв, обрядів українського народу.
Сільська бібліотека створювалась у 1945-1950 рр. Першим бібліотекарем була Шпимон Галина Миколаївна. Книги для сільської бібліотеки зібрали у жителів села. Приміщення не було, тож бібліотека квартирувала де прийдеться: то в поштовому приміщенні, то в сільській раді. Згодом було виділено 2 кімнати поряд з сільрадою і поштою, де і розміщується бібліотека.

## Видатні земляки
Уродженцями села є:
- Горбач Михайло Михайлович (1913—1944) — Герой Рад. Союзу[17];
- Горбач Михайло Іванович — Герой Соціалістичної Праці.